# 云和新木姜子
云和新木姜子（学名：Neolitsea aurata var. paraciculata）为樟科新木姜子属下的一个变种。

## 扩展阅读
- 維基物種上的相關：云和新木姜子